# Rauno Bies
Rauno Bies, né le 30 octobre 1961 à Kuusankoski, est un tireur sportif finlandais.

## Carrière
Rauno Bies participe aux Jeux olympiques de 1984 à Los Angeles et remporte la médaille de bronze dans l'épreuve du pistolet 25 mètres feu rapide.